# Ruskenveen
Ruskenveen is een woonwijk van de Nederlandse stad Groningen, gelegen tegen de bebouwde kom van Hoogkerk. De woonwijk telt 1008 inwoners (2017) en vormt als subbuurt onderdeel van de buurt Hoogkerk-Zuid binnen de wijk Hoogkerk e.o.. Ruskenveen wordt aan noordzijde begrensd door woonwijk De Halm, aan westzijde door de buurten Gabriël en Minerva, aan zuidzijde door de buurt Bandringa en aan oostzijde door de streek Bangeweer. Ten noordoosten ligt een recreatiegebied waarbinnen de gelijknamige Ruskenveenseplas ligt. De straten in de wijk zijn vernoemd naar leden van kunstenaarskring De Ploeg.
De naam Ruskenveen verwijst naar het Drentse woord 'rusken' ("russen"), hetgeen verwijst naar de vroeger hier veel groeiende russen zoals pitrus (Gronings: 'ruskepit').

## Aanleg
Ruskenveen is gebouwd in de oude polder De Verbetering en vormde vroeger onderdeel van de streek Bangeweer. De planning was dat er vervangende nieuwbouw zou worden gerealiseerd voor woningen die elders in Hoogkerk werden gesloopt, waaronder de Molukse Wijk. De bouw van huizen in Bangeweer was lange tijd onzeker doordat er angst bestond dat dampen van de suikerfabrieken en de aangrenzende vloeivelden met tarra zouden kunnen zorgen voor onwenselijke geuren bij toekomstige bewoners. De wijk werd daarom verder van de fabriek en de velden af gebouwd. Oorspronkelijk zou de wijk ook Bangeweer worden genoemd, maar vanwege de negatieve connotatie met de vloeivelden koos de Vereniging Wijkopbouw Hoogkerk uiteindelijk de naam Ruskenveen. De 400 huizen in de wijk verrezen tussen 1998 en 2001 en vormden samen met De Buitenhof en De Held onderdeel van een groot woningbouwprogramma aan westzijde van de stad Groningen in het kader van de compacte stad. De belangstelling voor een vrije sectorkavel was bij de bouw zo groot dat sommigen wekenlang kampeerden om als eerste aan de beurt te mogen zijn. 
De Ruskenveenseplas werd gerealiseerd als zandwinningsplas voor de aanleg van de wijken Reitdiep, De Held, Piccardthof en Ruskenveen. De plas werd in gebruik genomen in 2005.